# چلینو سان مارکو
چلینو سان مارکو (به ایتالیایی: Cellino San Marco) یک کومونه در ایتالیا است که در استان بریندیزی واقع شده‌است.

## خصوصیات
چلینو سان مارکو ۳۷ کیلومترمربع مساحت و ۶٬۸۱۸ نفر جمعیت دارد و ۵۶ متر بالاتر از سطح دریا واقع شده‌است.